# Adolf Meyer
Adolf Meyer (Niederweningen, Cantão Zurique, 13 de setembro de 1866 – Baltimore, 17 de março de 1950) foi um psiquiatra suíço. Estudou psiquiatria e neuropatologia na Universidade de Zurique e emigrou para os Estados Unidos em 1892.
Adolf Meyer atingiu a proeminência como o presidente da Associação Americana de Psiquiatria e foi uma das mais influentes figuras da psiquiatria na primeira metade do século XX. Seu foco sobre a recolhimento de histórias detalhadas de casos sobre pacientes é a mais importante das suas contribuições; juntamente com sua insistência em que os doentes possam ser melhor compreendidos através da consideração das suas situações da vida.